# Chailly-en-Bière
Chailly-en-Bière (ejtése: [ʃaji ɑ̃ bjɛʁ]) település Franciaországban, Seine-et-Marne megyében. Lakosainak száma 2172 fő (2022. január 1.). Chailly-en-Bière Villiers-en-Bière, Barbizon, Perthes, Fleury-en-Bière, Fontainebleau és Beautheil-Saints községekkel határos.

## Népesség
A település népességének változása:
| Lakosok száma | 1982 | 2029 | 2062 | 2037 | 2064 | 2074 | 2083 | 2118 | 2172 |
|               | 2013 | 2015 | 2016 | 2017 | 2018 | 2019 | 2020 | 2021 | 2022 |